# Taliabu
Taliabu is een eiland in de Soela-groep ten oosten van Sulawesi in de Molukken van Indonesië. Het is 5410 km² groot en het hoogste punt is 1135 meter. Ten westen van het eiland, aan de andere kan van de Straat Tjapaloeloe, ligt het eiland Mangole.

## Fauna
De volgende voor de eilanden typische zoogdieren komen er voor: gouden babiroesa of het hertenzwijn (Babyrousa babyrussa), een soort koeskoes Strigocuscus pelengensis, een soort rat: Rattus elaphinus en twee soorten vleermuizen: Pteropus caniceps en reuzenoorvleermuis (Megaderma spasma).
Verder zijn er 212 soorten vogels waargenomen waaronder meer dan 20 endemische vogelsoorten zoals de pelinglijster (Geokichla mendeni) en de taliabuwaaierstaart (Rhipidura sulaensis).

## Taal
Op het eiland Taliabu wordt de gelijknamige taal gesproken. Deze is een dialect van het Indonesisch.